# Goldbachs hypotes
Goldbachs hypotes (eller Goldbachs förmodan) är ett talteoretiskt påstående som lyder:
Varje jämnt tal större än eller lika med 4 kan skrivas som summan av två primtal.
Goldbachs hypotes är ett av de mest kända olösta matematiska problemen. Frågan ställdes första gången 1742 i ett brev från Christian Goldbach till Leonhard Euler. 
Man kan lätt kontrollera att påståendet gäller för de lägsta jämna talen: 4 = 2 + 2, 6 = 3 + 3, 8 = 5 + 3, 10 = 5 + 5, 12 = 7 + 5 osv. Med datorers hjälp har man kunnat kontrollera upp till och med mycket höga tal och hittills har alla man kontrollerat visat sig kunna skrivas som summan av två primtal. Trots det har ingen lyckats bevisa att hypotesen är sann. Det är ju praktiskt omöjligt att kontrollera alla tal eftersom de är oändligt många. Ingen har heller visat att den är falsk, dvs att det finns ett jämnt tal som inte är summan av två primtal (ett sådant motexempel måste vara ett enormt stort tal i så fall). En del tror att hypotesen är talteoretiskt oavgörbar (närmare bestämt oavgörbar i Peanos aritmetik). 
Om talet 1 räknas som ett primtal (vilket Goldbach gjorde, men aldrig görs nu för tiden) kan Goldbachs hypotes formuleras som att varje tal större än 2 kan skrivas som summan av tre primtal. Detta är Goldbachs ursprungliga formulering av problemet.
Vissa besläktade påståenden till Goldbachs hypotes är bevisade:
- Varje jämnt tal kan skrivas som summan av högst sex primtal. (Olivier Ramaré, 1995)
- Varje tillräckligt stort jämnt tal kan skrivas som summan av högst fyra primtal. (Med tillräckligt stort menas att det finns en gräns, dvs ett tal, över vilken påståendet gäller.) (Ivan Matvejevitj Vinogradov, 1937)
- Varje tillräckligt stort jämnt tal kan skrivas som summan av ett primtal och ett tal med högst två primtalsfaktorer. (Chen Jing-run, 1966)

Det finns även en svag variant av Goldbachs hypotes som säger att varje udda tal större än 5 kan skrivas som summan av tre primtal. Detta påstående bevisades 2013. Det kallas "svag variant" på grund av att man vet att den impliceras av den vanliga Goldbachhypotesen. Den svaga varianten impliceras även av den generaliserade Riemannhypotesen. Den vanliga Goldbachhypotesen skulle medföra att man kan välja ett godtyckligt primtal mellan 3 och n-4 att representera ett av de tre primtalstermerna för varje godtyckligt udda tal n i den svagare hypotesen.